# 长肠锡叶吸虫
长肠锡叶吸虫（学名：Ceylonocotyle longicoelium）为同盘科锡叶属的动物。在中国大陆，分布于福建、云南等地，营寄生生活，宿主水牛以及寄生于瘤胃。